# Surfing the Void
Surfing the Void es el segundo álbum de estudio de la banda británica Klaxons, lanzado el 23 de agosto de 2010 por Polydor. El álbum fue producido por Ross Robinson, y fue grabado en Los Ángeles, California. El álbum fue lanzado después de que se publicara el primer sencillo "Echoes", el 16 de agosto ese mismo año.
Después de ganar el premio Mercury Prize como mejor álbum debut por Myths of the Near Future, Klaxons empezó a escribir el nuevo disco, se reunieron con el productor James Ford con el objetivo de lanzar el álbum a principios de 2009. En marzo de 2009, se reportó que tenía que regrabar las partes del segundo álbum debido a que la discográfica lo consideró "muy experimental para su lanzamiento". El álbum fue finalmente grabado entre noviembre de 2009 y febrero de 2010 con el productor Ross Robinson
Surfing The Void llegó al puesto 10 en el UK Albums Chart. como también en muchas listas de todo el mundo. El álbum marca la entrada de Klaxons al mercado australiano, debutando en el puesto 15 en ARIA Charts, la recepción del álbum también fue favorable, con muchos comentando el progreso que tuvo la banda desde su primer álbum.

## Producción y grabación
En julio de 2007, el bajista y vocalista Jaime Reynolds declaró que la banda está escribiendo las partes del segundo álbum de forma individual, para compilarlas con su agenda de giras, Reynolds también describió el álbum como "un cuarto progresivo." Durante la gira que Klaxons daba entre noviembre y diciembre en el Reino Unido, Simon Taylor-Davis le dijo a NME que la banda estaba tocando una canción inédita durante las pruebas de sonido, la banda después confirmaría que iban a ir a Francia para grabar con James Ford, completando el álbum en Navidad para ser lanzado a principios de 2009.
En marzo de 2009, se reportó que la banda tenía que regrabar varias partes del álbum debido a que el sello rechazó el disco para ser lanzado. Reynolds sobre esto declaró "Hemos hecho un disco muy denso y psicodélico" añadiendo también "No es lo correcto para nosotros [la banda]." En una entrevista con BBC News, Reynolds reveló que "Moonhead" y el nuevo tema "Marble Fields and the Hydrolight Head of Delusion" probablemente "lo lograrían" como también de que la banda estaba trabajando con "Simian Mobile Disco production" durante abril y mayo de 2009, Reynolds también añadió que la canción "Valley of the Calm Trees" sería re-titulada a "The Parhelion", para reflejar el contenido lírico de esta. James Ford más tarde confirmaría que trabajaría con la banda a finales de año, declarando en una entrevista con Newsbeat que estaban "...Tratando de mantener lo melódico y lo vocal porque es uno de los puntos mas fuertes".
Durante noviembre de 2009, la banda confirmó que ahora estarían trabajando con el productor Ross Robinson, esto fue confirmado por el mismo Ross en su cuenta de Twitter. La banda declaró que el trabajo con Ford se había descarriado, debido a las dificultades de Ford actuando como productor y baterista.
La grabación terminó sastisfactoriamente para la banda y el sello en febrero de 2010.

## Promoción

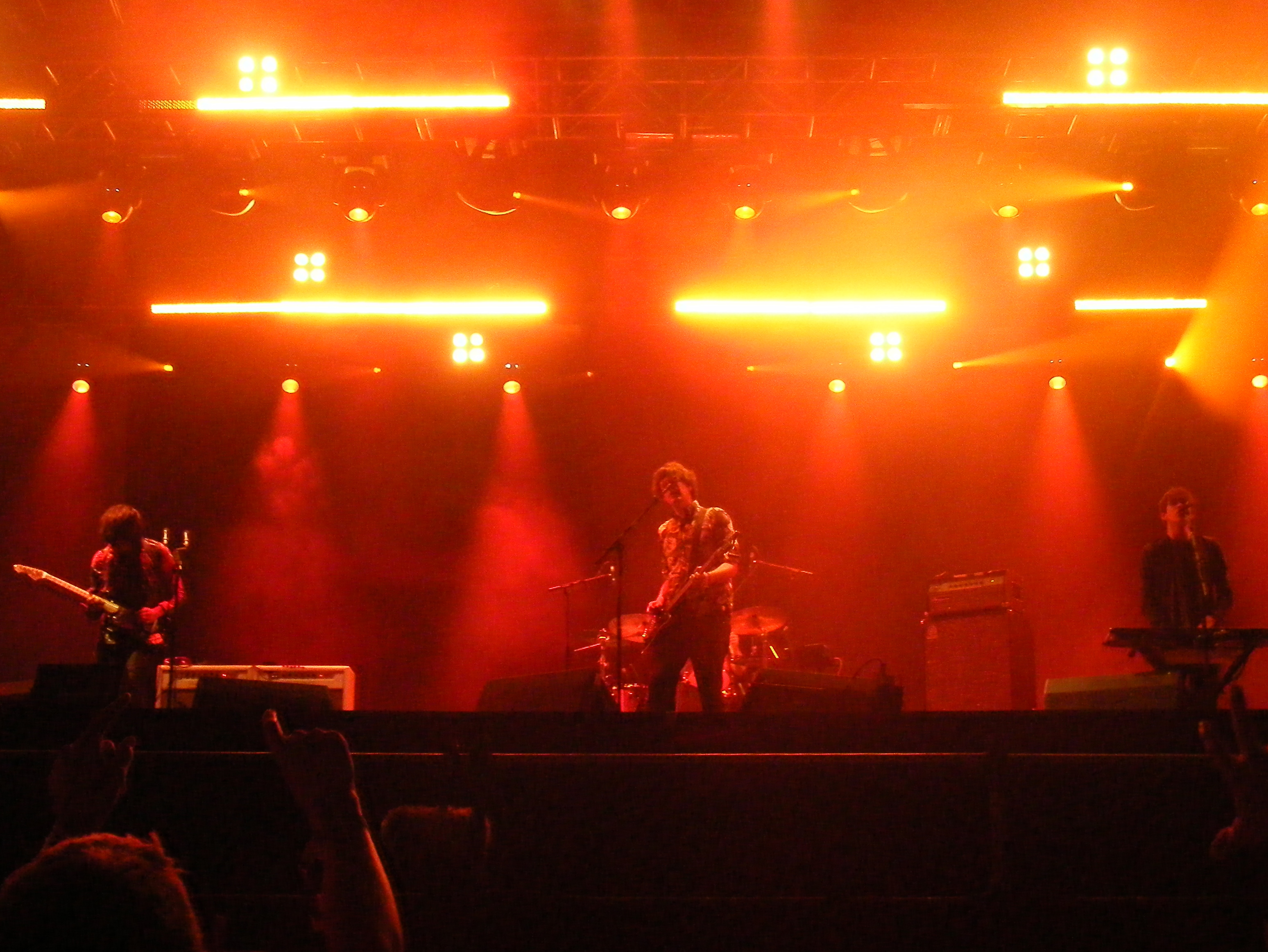
Klaxons tocando en Bestival, el 12 de septiembre de 2009

En octubre de 2008, Klaxons volvió a las giras con una serie de conciertos en Europa y Sudamérica, interpretando "Valley of the Calm Trees" y "Moonhead". Estas fueron las primeras actuaciones después del Big Gig de NME 8 meses antes. La banda también se unió al NeverEverLand Festival, donde también salieron de gira por Australia en diciembre de 2008, la banda volvería a Reino Unido a inicios de 2009, tocando en el club Madame Jojo's en Londres, durante la presentación, se interpretaron las canciones "Imaginary Pleasures" y "In Silver Forest", junto con las canciones "Moonhead" y "Valley of the Calm Trees".
El 22 de mayo de 2009, la banda anuncio un show en el club Kabash, en Coventry, su única actuación programa en Reino Unido, el concierto, que fue realizado el 3 de junio, llevó a varios rumores de que la banda se presentaría en el festival de Glastonbury. La banda apoyo a Blur en su show de regreso en el Manchester Evening News Arena el 26 de junio. Antes de tocar en el set sorpresa de Glastonbury el día siguiente, la banda presentó nuevas canciones que fueron "Hoodoo Bora", "Future Memory" y "Echoes". Aparte de Glastonbury, la banda se presentó en varios festivales incluido el Bestival, Ibiza Rocks, y el festival Hartera. En junio de 2009, Klaxons anunció que la salida del álbum se habría retrasado a principios de 2010, con Reynolds diciendo: "Nos gustaría sacar el primer gran disco de la década de 2010 y no el último gran disco de esta década".
En marzo de 2010, se confirmó que la banda tocaría en el festival de Open'er en Polonia como también tocaría en el Festival de Reading y Leeds en Reino Unido, donde estaría en el escenario BBC Radio 1/NME. El guitarrista, Taylor-Davies sugirió que el festival de Reading y Leeds sería exclusivo del Reino Unido, diciendo: "Creo que en Inglaterra solo serán Reading y Leeds, en términos de festivales, este verano". La banda anunció que harían una gira con 8 fechas confirmadas en Reino Unido y Francia en apoyo a su nuevo álbum, durante mayo y julio de 2010. En las presentaciones en vivo, se les uniría Anthony Rossomando (antiguo miembro de Dirty Pretty Things) como miembro de gira. Otras actuaciones incluyen el Festival Internacional de Benicasim, el festival de Pohoda en Eslovaquia, y EXIT en Serbia.

## Portada
Sobre la portada, el fotógrafo Mads Perch dijo:

Después de una noche de borrachera conmigo, Richard Robinson, Jamie Reynolds y el nuevo miembro de la banda en vivo, Anthony Rossamondo, acabamos de vuelta en el piso de Anthony, donde nuestra atención se centró, en primer lugar, en un disco ficticio para Richard y, después, en la nueva funda de Klaxons. Al poco tiempo estábamos mirando fotos al azar de gatos en trajes espaciales y nos reímos de lo llamativo que quedaría un enorme cartel publicitario, ¡y ese fue el comienzo! Pronto nos pusimos a hacerla realidad, la discográfica contrató un traje espacial de verdad en los Estados Unidos, Richard diseñó banderas e insignias para completar la imagen. Lo único que faltaba era poner al gato de Jamie en el punto de mira y esperar que estuviera a la altura de la tarea.... No podíamos pedir más, fue un auténtico profesional y ¡mandamos a los gatos de reserva a casa!

En enero de 2011, se anunció que la banda había ganado un premio por la mejor portada de un álbum en 2010.

## Lanzamiento
El título del álbum fue revelado el 25 de mayo de 2010. Zane Lowe reprodujo el sencillo promocional "Flashover" en BBC Radio 1, denominando al tema como "la canción mas caliente del mundo" el 25 de mayo de 2010. A las 8 de la noche del mismo día, la canción estaba disponible para ser escuchada en la página oficial de la banda. El primer sencillo oficial del álbum fue "Echoes", que fue publicado el 16 de agosto de 2010. La canción llegó al puesto 55 en el UK Singles Chart. El álbum entró al UK Albums Chart cuando salió, llegando al puesto 10 en la semana del 29 de agosto de 2010. Mundialmente, el álbum llegó al puesto 15 en el ARIA Charts de Australia, como también en Irlanda, Suiza y en Bélgica (Wallonia). El segundo sencillo del álbum "Twin Flames" fue lanzado el 25 de octubre de 2010.

## Recepción
Los críticos calificaron favorablemente el álbum, con varios críticos comentando el progreso de la banda desde su primer álbum. La página Metacritic le dio un 68 de puntuación con 23 críticas, señalando "críticas generalmente favorables" Dorian Lynskey de The Guardian le dio una puntuación de 3 estrellas de 5, alabando a la banda por los esfuerzos de la banda de destacarse de la Musica indie convencional. El crítico de la BBC Andy Fyfe noto que la banda se estaba alejando de la rama del New rave, comparando a la banda favorablemente con The Prodigy y Depeche Mode. En diciembre de 2010, Hot Press sobre el álbum, dijo:  "A pesar de ser una excelente colección de pegadizas melodías de psych-rock, la torturada creación del disco [...] no le hizo ningún favor [a Klaxons] y hubo una sensación de anticlímax cuando finalmente salió a la luz a finales de este verano."

## Lista de canciones
Todas las canciones fueron compuestas por Simon Taylor-Davies, James Righton and Jamie Reynolds, excepto donde se indique.
| N.º | Título                                                                                         | Duración |  |
| 1.  | «Echoes»                                                                                       | 3:45     |  |
| 2.  | «The Same Space»                                                                               | 3:11     |  |
| 3.  | «Surfing the Void»                                                                             | 2:30     |  |
| 4.  | «Valley of the Calm Trees» (Simon Taylor-Davies/James Righton/Jamie Reynolds/Steffan Halperin) | 3:16     |  |
| 5.  | «Venusia»                                                                                      | 4:08     |  |
| 6.  | «Extra Astronomical»                                                                           | 3:37     |  |
| 7.  | «Twin Flames»                                                                                  | 4:19     |  |
| 8.  | «Flashover» (Simon Taylor-Davies/James Righton/Jamie Reynolds/Steffan Halperin)                | 5:07     |  |
| 9.  | «Future Memories»                                                                              | 3:42     |  |
| 10. | «Cypherspeed»                                                                                  | 5:08     |  |

| Bonus track (iTunes) |                  |          |  |
| N.º                  | Título           | Duración |  |
| 11.                  | «Echoes (Video)» |          |  |

## Chart
| Chart (2010)                            | Posición |
| --------------------------------------- | -------- |
| Australia (ARIA)                        | 15       |
| Bélgica (Ultratop Flandes)              | 66       |
| Bélgica (Ultratop Valonia)              | 33       |
| Francia (SNEP)                          | 51       |
| Suiza (Schweizer Hitparade)             | 31       |
| Japón (Oricon)                          | 17       |
| Reino Unido (UK Albums Chart)           | 10       |
| Estados Unidos (Top Heatseekers Albums) | 49       |